# José De Paiva Netto
José De Paiva Netto (født 2. marts 1941 i Rio de Janeiro, Brasilien) er en brasiliansk komponist, forfatter og producer.
Netto studerede komposition på Colégio Pedro i Rio de Janeiro og senere privat hos forskellige lærere.
Han er også pladeproducent og en anerkendt forfatter i Brasilien. Netto har skrevet 2 symfonier, orkesterværker, korværker og popmusik etc.

## Udvalgte værker
- Apocalypse Symphony – for solister, kor og orkester (komponeret i samarbejde med Almeida Prado)
- Suite Aquarius - A Danza dos Mundos – for orkester
- Negrada-Jesus O Grande Libertador – for kor og orkester
- O Mistério de Deus Revelado – for kor og orkester